# Івано-Франківський національний медичний університет
Івано-Франківський національний медичний університет — заснований у 1945 р. як Станіславський державний медичний інститут. З 1992 р. — академія, з 27 листопада 2008 року — національний університет.

Належить до 200 найкращих вищих навчальних закладів України.

## Історія
Івано-Франківський національний медичний університет (тоді Станіславський державний медичний інститут) засновано 6 жовтня 1945 року. На той час в інституті нараховувалось 395 студентів і 47 викладачів, серед яких було лише декілька докторів і кандидатів наук, функціонувало 14 теоретичних і 2 клінічні кафедри.
Колектив інституту швидко включився в педагогічну, науково-дослідну та лікувальну роботу і вже через 10 років у виші стало 12 професорів, докторів наук, а кількість студентів перевищила 1000 чоловік. Інститут запрацював як педагогічний, науковий, лікувальний, культурно-освітній осередок області.
Згодом університет виокремив медичний, стоматологічний, фармацевтичний факультети і факультет післядипломної освіти, а з 1994 року готує також сімейних лікарів, навчає іноземних студентів, проводить передатестаційна підготовка лікарів різних спеціальностей.
Починаючи з 1945 року підготовлено більш як 16000 лікарів, 5 тисяч із них працюють в області.

## Ректори
Значний внесок у розвиток університету внесли його ректори:
- професор Іван Володимирович Савицький (1945—1947), випускник Одеського медичного інституту, перший ректор, перший завідувач обласного відділу охорони здоров'я і перший завідувач кафедри медичної хімії;
- доцент Олексій Овксентійович Сушко (1947—1948) — випускник Київського медичного інституту, доцент кафедри анатомії людини. Ректор інституту доцент О. О. Сушко був репресований, звільнений з усіх посад за зв'язок із підпіллям УПА;
- доцент Юрій Георгійович Антонов (1949—1953) — випускник Дніпропетровського медичного інституту, доцент кафедри госпітальної хірургії, надалі — професор, відомий учений-хірург;
- професор Семен Семенович Лаврик (1953—1954) — випускник Вінницького медичного інституту, надалі — ректор Київського медичного інституту;
- академік Георгій Овксентійович Бабенко (1954—1980) — випускник Донецького медичного інституту, фундатор біохімічної школи, автор 350 наукових праць, 4 монографій; підготував 32 докторів і понад 170 кандидатів наук. Упродовж 40 років — науковий керівник проблемної лабораторії «Мікроелементи в медицині»;
- професор Анатолій Леонтійович Дехтяр (1980—1987) — закінчив Одеський медичний інститут.
- академік Євген Михайлович Нейко — (1987—2010) — випускник Станіславського медичного інституту (1956), засновник прикарпатської школи терапевтів, академік Академії медичних наук України (1997), лауреат Державної премії України в галузі науки і техніки (1992), заслужений працівник вищої школи України (1988).
- професор Рожко Микола Михайлович — (2011—2023) — Член-кореспондент Національної академії медичних наук України, Лауреат Державної премії України в галузі науки і техніки, Заслужений діяч науки і техніки України.
- з 2024 року ректором університету є доктор медичних наук, професор, Заслужений лікар України Роман Іванович Яцишин. Закінчив з відзнакою Івано-Франківський державний медичний інститут у 1993 році. Віце-Президент Асоціації ревматологів України (АРУ), член Європейської Асоціації Алергологів та Клінічних Імунологів (EAACI) Європейської антиревматичної ліги (EULAR), член Європейської асоціації по вивченню системної склеродермії (EUSTAR), нагороджений медаллю «За заслуги перед Прикарпаттям». Нагороджений медаллю М.Д.Стражеска Національної академії медичних наук України. Автор більше 450 друкованих праць, 5 раціоналізаторських пропозицій та 4 авторських свідоцтв.

## Викладачі
На певних етапах розвитку університету вагомий внесок в його розвиток і зміцнення внесли такі вчені:
- професор Ара Арменакович Гарагаш'ян — вірменин, організатор і учасник боротьби з ендемією зобу на Прикарпатті;
- професор Сергій Аврамович Верхратський — завідувач кафедри госпітальної хірургії, відомий науковими працями з хірургії та історії медицини;
- професор кафедри біології та загальної генетики (1963—1976) Гаврило Машталер;
- заслужений діяч науки, лауреат премії ім. В. П. Воробйова, доктор медичних наук, професор Мельман Юхим Петрович, автор 250 наукових праць, 6 монографій, який підготував 58 докторів і кандидатів медичних наук, засновник морфологічної школи університету;
- абдомінальний хірург професор Сенютович Василь Федорович;
- академік, кардіолог Нестор Середюк;
- професорка Лариса Ковальчук, яка започаткувала у виші медико-генетичні дослідження;
- професорка Олена Дєльцова, завідувачка кафедри гістології, цитології та ембріології (1997—2005);
- заслужений лікар України, досвідчений клініцист, професор Любомир Глушко,
- заслужений діяч науки і техніки України, професор Михайло Василюк, який започаткував хірургічну школу Прикарпаття
- заслужений діяч науки і техніки України, професор Володимир Левицький — анатом і фізіолог[3]
- професори Михайло Шевчук, Степан Геник, Ігор Вакалюк.

Багато випускників університету працюють сьогодні в інших вишах, наукових центрах України:
- професор Микола Кузьмич Фуркало — заслужений діяч науки, завідувач кафедри, колишній директор Українського науково-дослідного інституту кардіології ім. М. Д. Стражеско.
- в Українському науково-дослідному інституті серцево-судинної хірургії працює доктор медичних наук, професор Михайло Атаманюк — відомий у світі кардіохірург.
- професор Леонід Дмитрович Тондій очолює кафедру фізіотерапії в Харківському інституті удосконалення лікарів,
- професор Володимир Михайлович Копчак продовжує традиції академіка О. О. Шалімова в Українському науково-дослідному інституті клінічної і експериментальної хірургії.
- професор Нестор Сергійович Верхратський — співробітник Інституту геронтології АМН України.

Сьогодні з'явилась плеяда молодих науковців, таких як Роман Яцишин, Микола Островський, Іван Тітов, Віталій Герелюк, Наталія Вірстюк, Іван Гудз, Ігор Шевчук, Вадим Сулима, Микола Багрій, Зіновій Ожоган, Наталія Глушко, Сергій Василюк, Роман Фіщук і багато інших.

## Структура

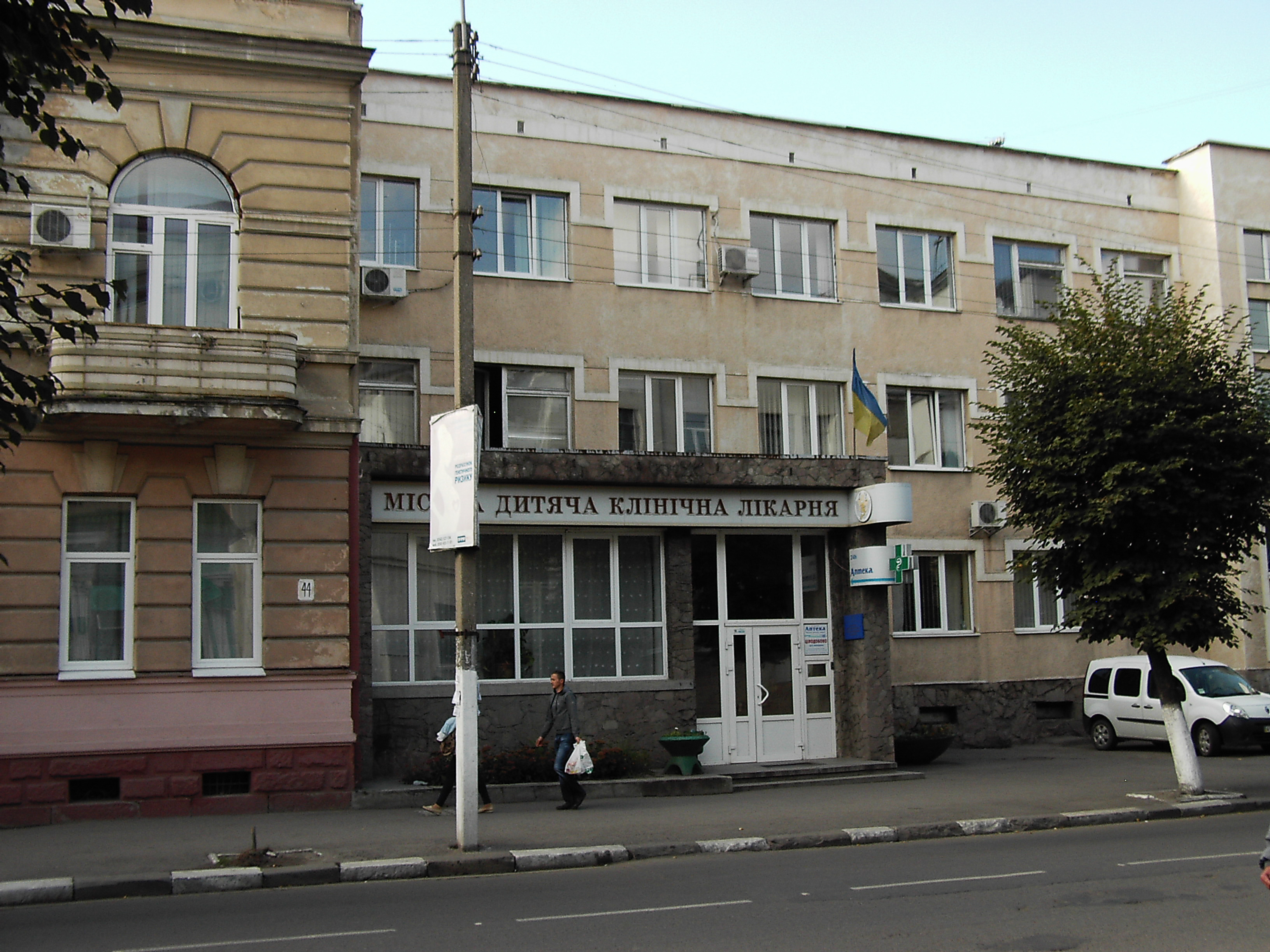
Кафедра дитячої хірургії та пропедевтики педіатрії

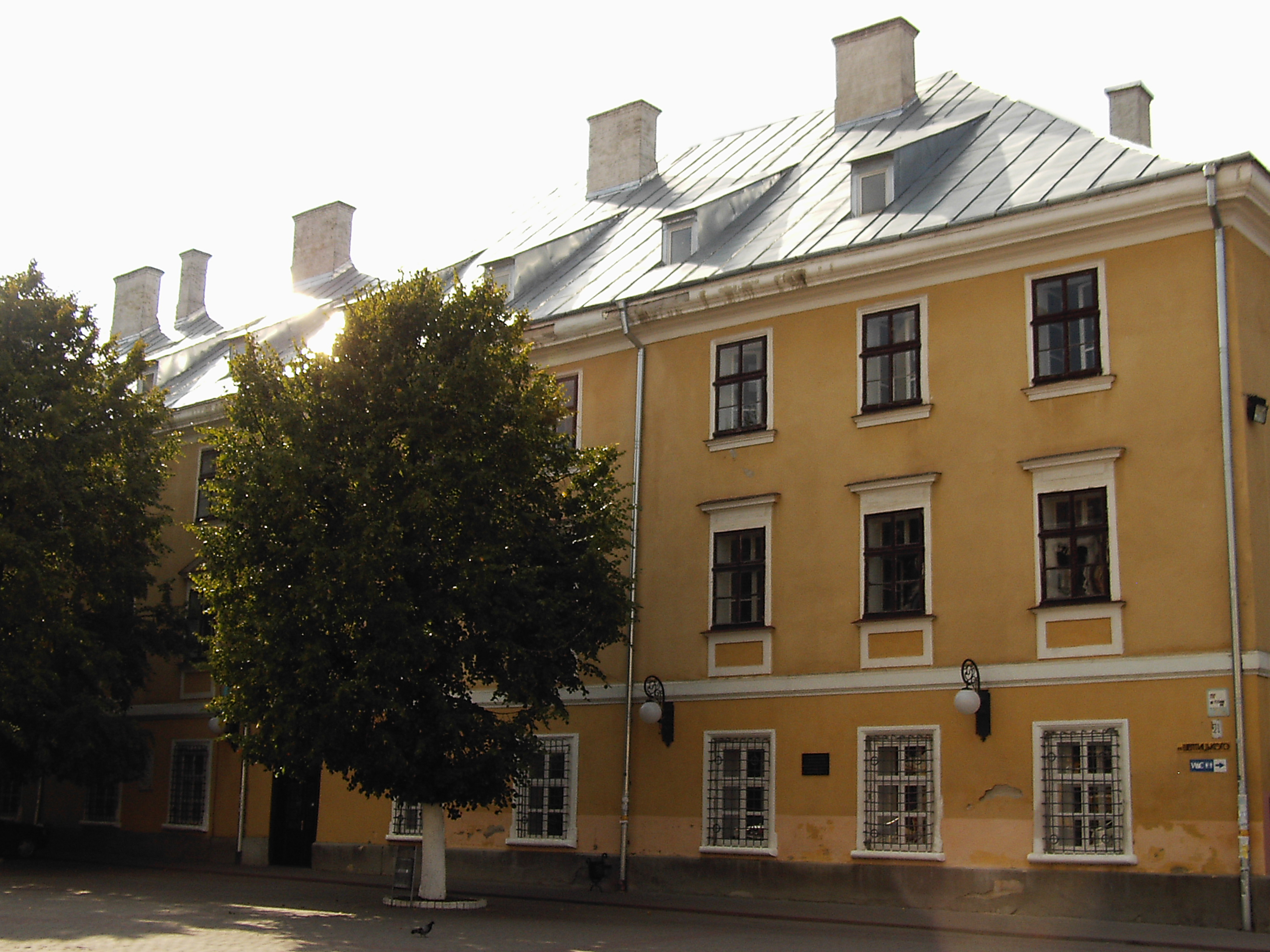
Морфологічний корпус

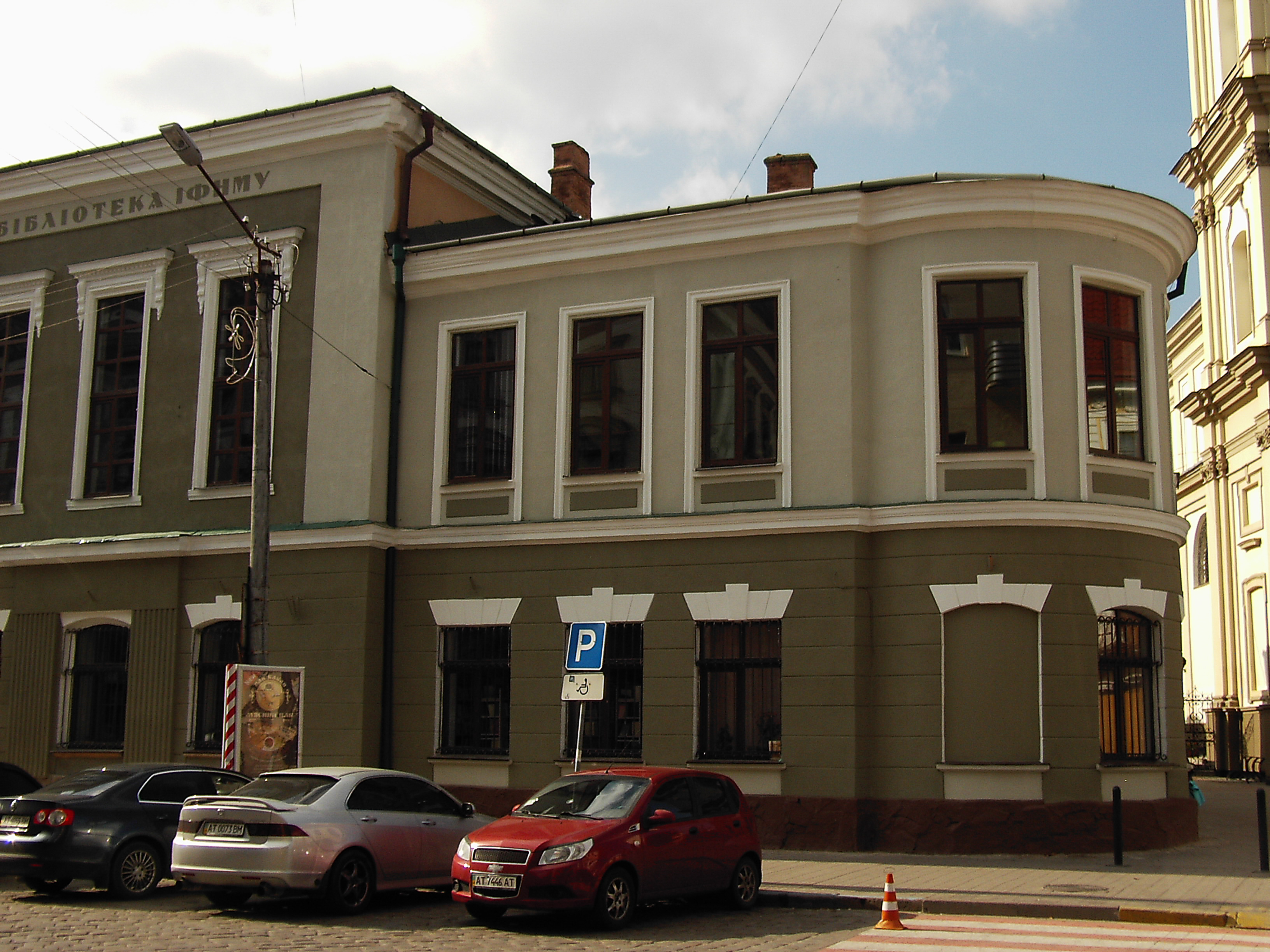
Бібліотека ІФНМУ

Кафедра терапії та сімейної медицини Факультету післядипломної освіти

Факультети:
- Медичний — термін навчання 6 років
- Стоматологічний — термін навчання 5 років
- Фармацевтичний — термін навчання 5 років
- Факультет наук про здоров'я
- Факультет підготовки іноземних громадян

Інститут післядипломної освіти
Фаховий медичний коледж
Івано-Франківський національний медичний університет здійснює підготовку фахівців за такими спеціальностями:
Освітній ступінь бакалавр
- 035.10 «Філологія» (освітньо-професійна програма – Прикладна лінгвістика. Медична терміносистема та галузевий переклад (англійська мова)) – на основі ПЗСО
- 223 «Медсестринство» (освітньо-професійна програма – Сестринська справа) - на основі ПЗСО та НРК5
- 223 «Медсестринство» (освітньо-професійна програма – Косметологія) - на основі ПЗСО
- 223 «Медсестринство» (освітньо-професійна програма – Екстрена медицина/парамедик) - на основі ПЗСО та НРК5
- 227 «Терапія та реабілітація» (спеціалізація – 227.01 Фізична терапія) - на основі ПЗСО та НРК5
- 227 «Терапія та реабілітація» (спеціалізація –227.02 Ерготерапія) - на основі ПЗСО

Освітній ступінь магістр
- 221 «Стоматологія» (освітньо-професійна програма – Стоматологія)- на основі ПЗСО та НРК5
- 222 «Медицина» (освітньо-професійна програма – Медицина) - на основі ПЗСО та НРК5
- 226 «Фармація, промислова фармація» (спеціалізація – 226.01 Фармація) (денна) - на основі ПЗСО та НРК5
- 226 «Фармація, промислова фармація» (спеціалізація – 226.01 Фармація) (заочна) - на основі НРК5
- 227 «Терапія та реабілітація» (спеціалізація – 227.01 Фізична терапія) - на основі НРК6
- 227 «Терапія та реабілітація» (спеціалізація – 227.02 Ерготерапія) - на основі НРК6
- 228 «Педіатрія» (освітньо-професійна програма – Педіатрія) - на основі ПЗСО

Фаховий медичний коледж Івано-Франківського національного медичного університету здійснює підготовку фахівців за такими спеціальностями:
Освітньо-професійний ступінь – фаховий молодший бакалавр
- 221 «Стоматологія» (освітньо-професійна програма – стоматологія ортопедична) - на основі БСО
- 223 «Медсестринство» (освітньо-професійна програма – сестринська справа) - на основі БСО
- 226 «Фармація, промислова фармація» (освітньо-професійна програма – фармація) - на основі БСО

У зв'язку з урахуванням вимог входження в Болонський процес вступила в дію університетська лікарня — клінічна база університету.
Функціонують проблемні лабораторії:
- біохімічної екології,
- «Мікроелементи в медицині»,
- електронно-мікроскопічна,
- імуноферментна,
- лабораторія ортопедичної стоматології.

Функціонує університетський музей «Медицина Прикарпаття».
До складу університету входять спортивно-оздоровча база і спортивно-оздоровчі табори на березі Чорного моря і в Карпатах.

## Діяльність університету
Навчання студентів і вдосконалення фахової підготовки лікарів здійснюється на 53 кафедрі. Навчальний процес проводять 103 доктори і 356 кандидат наук. У числі вчених університету 6 академіків, 6 заслужених діячів науки і техніки України, 2 заслужені діячі вищої школи України, три лауреати Державної премії України.
Вчені університету беруть участь у розробці чотирьох наукових державних програм, 56-ти робіт прикладного характеру, у міжнародних мультицентрових дослідженнях.
За останні роки близько 200 ефективних наукових розробок, нововведень і лікувально-діагностичних технологій передано практичній охороні здоров'я.
Отримано 14 позитивних рішень на винаходи, 5 патентів, з них 4 патенти України і 1 Європатент (за тест-систему біоіндикації радіонуклідного забруднення довкілля).
Завдяки вишу створено і функціонують обласні центри: панкреатологічний, кардіостимуляції, профзахворювань, антигіпертензивні і діабетичні клуби.
Кваліфікована медична допомога хворим міста і області надається вченими університету за 40 спеціальностями. Близько 40 % операцій у лікарнях міста виконують співробітники вишу.
Вчені університету є учасниками, а наукові лабораторії базою, багатьох міжнародних і національних конгресів, з'їздів, симпозіумів.
Ректорат університету разом з Управою Українського Лікарського Товариства стали засновниками часопису «Галицький лікарський вісник», поряд із яким функціонує науково-практичний журнал «Архів клінічної медицини».
Університет є базою студентської національної олімпіади з анатомії.
Працюють класи комп'ютерного навчання, мережа Інтернет, до якої під'єднані бібліотека, наукові і навчальні підрозділи університету.
У студентських гуртожитках, академічних групах відпрацьована система наставництва, в позааудиторний час студенти займаються в гуртках художньої самодіяльності, діє клуб кмітливих і винахідливих. Три колективи художньої самодіяльності удостоєно звання народного. В плані відродження народних традицій працює кабінет естетики.
Університет підтримує творчі контакти із Світовою Федерацією Українських Лікарських Товариств, Управою Українського Лікарського Товариства Північної Америки, Люблінською медичною академією, університетами Німеччини, Австрії, Польщі, усіма вищими медичними навчальними закладами України.

## Бібліотека
Бібліотека університету була заснована у 1945 році. Керівниками бібліотеки у різні часи були: Арандаренко С. В. (1945—1946 рр.), Д'яконов Є. М. (1946—1948 рр.), Єрьоміна З. О. (1948—1949 рр.), Саргун Н. С. (1949—1952 рр.), Діюк А. Д. (1952—1974 рр.), Бойчук М. С. (1974—1989 рр.), Пшик М. О. (1989—2001 рр.), Татарин М. М. (від 2001 року). Станом на 2010 рік фонд документів становив близько 400 тис. примірників.

## Випускники
- Володимир Боцюрко
- Микола Островський - лікар-пульмонолог, доктор медичних наук, професор
- Лілія Григорович — політик
- Іван Дурда
- Юрій Збітнєв — політик
- Василь Князевич - лікар, громадсько-політичний діяч, міністр охорони здоров'я України (2007-2010)
- Сергій Василюк - хірург, доктор медичних наук, професор
- Микола Ковтуняк — науковець-біохімік, педагог, доктор медичних наук.
- Володимир Комар — лікар
- Куцик Роман Володимирович — завідувач кафедри мікробіології, вірусології та імунології.
- Антоніна Листопад — письменниця
- Володимир Паньків
- Цімейко Орест Андрійович (1941—2015) — український нейрохірург, доктор медичних наук, професор; лікар вищої категорії, заслужений лікар України.
- Ярослав Чомко (1984—2015) — молодший лейтенант ЗСУ, учасник російсько-української війни.